# سی‌ویل (نیویورک)
سی‌ویل (به انگلیسی: Sayville) یک منطقهٔ مسکونی در ایالات متحده آمریکا است که در شهرستان سافک، نیویورک واقع شده‌است. سی‌ویل ۱۳٫۹ کیلومتر مربع مساحت و ۱۶٬۸۵۳ نفر جمعیت دارد و ۶ متر بالاتر از سطح دریا واقع شده‌است.